# Clematis staintonii
Clematis staintonii är en ranunkelväxtart som beskrevs av Wen Tsai Wang. Clematis staintonii ingår i släktet klematisar, och familjen ranunkelväxter. Inga underarter finns listade i Catalogue of Life.